# Jean de Corbeil
Jean de Corbeil, genannt de Grez († November 1318), Seigneur de Jalemain, war ein französischer Adliger und Militär, der zum Marschall von Frankreich ernannt wurde.

## Leben
Jean de Corbeil war der Sohn von Jean de Corbeil, Seigneur de Grez en Brie. Sein Onkel war Guillaume de Corbeil, genannt de Grez, Bischof von Auxerre († 1293), sein Bruder war Pierre de Corbeil, genannt de Grez, Bischof von Auxerre um 1308 bis 1325 (als Nachfolger von Pierre de Belleperche); ihre Schwester Isabelle war mit Jean II. de Courtenay, Seigneur d’Yerre, verheiratet (Haus Frankreich-Courtenay).
Es scheint, dass er den größten Teil seiner Laufbahn in Flandern war, wo die Könige von Frankreich mit großen Schwierigkeiten versuchten, ihre Herrschaft durchzusetzen.
1294 und 1298 wird er – wie sein Bruder Pierre – als Testamentsvollstrecker für Philippe d’Artois, Seigneur de Conches bezeichnet. 1305 wird er im Ehevertrag von Wilhelm von Hennegau und Johanna von Valois (der Schwester der späteren Königs Philipp VI.) genannt.
Er war bereits Marschall von Frankreich, als er 1308 vom König nach Flandern gesandt wurde. Im gleichen Rang war er 1311 einer der königlichen Kommissare bei der Vermittlung des Abkommens zwischen dem Grafen Robert III. von Flandern und den Bürgern von Douai, die im Flandernkrieg Partei für den König ergriffen hatten. 1313 diente er in Flandern. Später gehörte er zu denen, die von König Ludwig X. beauftragt wurden, Frieden mit Graf Ludwig von Nevers und Rethel, dem ältesten Sohn des Grafen von Flandern, zu schließen; der Vertrag wurde im Mai 1315 ratifiziert. 
Im August 1314 verfasste er sein Testament, diente 1318 noch in Flandern in der Kompanie des Grafen von Evreux, starb dann aber im November des gleichen Jahres.